# 玛哈·阿米尔
玛哈·阿米尔（阿拉伯語：مها عامر，1999年3月27日—），埃及女子跳水运动员，2019年國際泳聯跳水大獎賽开罗站女子3米跳板金牌得主、2024年世界游泳锦标赛女子1米跳板铜牌得主。